# Ugo Falena
Ugo Falena (Roma, 25 aprile 1875 – Roma, 20 settembre 1931) è stato un commediografo, impresario teatrale e regista cinematografico italiano.

## Biografia
Diplomato in ragioneria, terminati gli studi si dedicò all'attività teatrale. Scrisse la sua prima commedia all'età di sedici anni dal titolo Lettere d'amore, ma il suo debutto ufficiale avvenne nel 1896, quando fondò una propria compagnia teatrale e fu rappresentata la sua prima vera opera, Trionfi dell'anima.
Dal 1905 al 1908 fu segretario della Compagnia Stabile Romana di Eduardo Boutet presso il Teatro Argentina, dove nel 1907 ottenne il suo primo successo teatrale con Il passato.
Nel 1909 lasciò temporaneamente il teatro per il cinema, con la nomina a direttore artistico della neocostituita casa cinematografica "Film d'Arte Italiana", filiale italiana della francese Pathé. Si affermò anche come regista cinematografico dirigendo film, spesso a carattere storico, e fra essi Otello (1909), Beatrice Cenci (1910), Salomè (1910), Guglielmo Tell (1911), Romeo e Giulietta (1912).
I suoi maggiori successi cinematografici furono La colpa di Giovanna, Il Giornalissimo, La più forte, Il re fantasma, Rivelazione e fatalità, tutti girati nel 1914. Nel triennio 1914 - 1917 diresse anche la maggior parte dei film interpretati in Italia da Stacia Napierkowska, la ballerina ed attrice francese inviata a lavorare presso la "Film d'Arte".
Nel 1917 passò alla "Tespi Film", dove fu direttore artistico e dove diresse fra gli altri l'adattamento per il cinema della Cavalleria rusticana di Mascagni interpretata dal soprano Gemma Bellincioni che aveva cantato il ruolo di Santuzza alla prima dell'opera. Nel 1918 lasciò la "Tespi" per fondare la "Bernini Film", dove fu direttore generale.
Nella sua attività cinematografica, svoltasi interamente ai tempi del muto,  diresse 70 film, molti dei quali tratti da soggetti propri, e negli ultimi anni collaborò anche la Caesar Film. L'ultimo film diretto fu Il natalizio della nonna del 1924.
Negli anni venti tornò a dedicarsi maggiormente al teatro. Nel 1922 andò in scena la prima del Don Giovanni. Egli scrisse anche il libretto per l'opera L'ultimo Lord di Franco Alfano, rappresentata nel 1925.
Scrisse anche alcune commedie in dialetto romanesco, come Zi' Cardinale ed Er giubbileo.
Collaborò anche con alcune testate giornalistiche come Il Tirso e Il Popolo romano in qualità di critico teatrale.
Afflitto da problemi ai reni, subì un'operazione, ma dopo l'intervento le sue condizioni di salute peggiorarono e si spense nell'autunno del 1931.

## Opere
- Trionfi dell'anima (1896);
- In quarantena (1897);
- Il pappagallo (1900);
- Il sogno di Giacobbe (1900);
- Jolanda di Savoia (1900);
- I morti (1906);
- Il passato (1907);
- Il Signor Principe (1911);
- Gli assenti (1914);
- L'Aquila (1916);
- Don Giovanni (1923);
- Le nozze d'Arlecchino (1924);
- Zi' Cardinale (1924)
- Er giubbileo (1925);
- Il buon ladrone (1925);
- L'ultimo lord (1925);
- La sposa del Re (1926);
- Il raggio di Luna (1927);
- La regina Pomari (1928);
- Il favorito (1928);
- Santo Marino (1928);
- La vendetta di Demostene (1930);
- L'esiliata (1930);
- Il duca di Mantova (1931);
- La corona di Strass (1931) - postuma;
- Diogene senza lanterna (1931) - postuma.

## Filmografia parziale
- Otello (1909)
- La signora delle camelie (1909)
- Beatrice Cenci (1910)
- Folchetto di Narbona (1910)
- Francesca da Rimini (1910)
- Il ratto delle Sabine (1910)
- Salomè (1910)
- Guglielmo Tell (1911)
- I promessi sposi (1911)
- Marco Visconti (1911)
- Tristano e Isolda (1911)
- Romeo e Giulietta (1912)
- Un dramma a Firenze (1912)
- Beatrice d'Este (1912)
- La rinunzia (1913)
- Colei che si deve amare (1914)
- I nostri figli (1914)
- Il Giornalissimo (1914)
- Il re fantasma (1914)
- La colpa di Giovanna (1914)
- La più forte (1914)
- Lo stratagemma di Stasià (1914)
- Rivelazione e fatalità (1914)
- Scarpine rotte (1914)
- Il disinganno di Pierrot (1915)
- Il fantasma della felicità (1915)
- Il sogno di Giacobbe (1915)
- La colpa di Fernanda (1915)
- Per la Patria! (1915)
- Silvio e lo stradivarius (1915)
- La pupilla (1916)
- Cuore e cuori (1916)
- Effetti di luce (1916)
- Il figlio della guerra (1916)
- La figlia di Erodiade (1916)
- La laude della vita e la laude della morte (1916)
- La modella (1916)
- Suor Teresa (1916)
- Il malefico anello (1916)
- Cavalleria rusticana (1916)
- Il birichino di Parigi (1916)
- La figlia del mare (1917)
- Le nozze di Vittoria (1917)
- La tragica fine di Caligola Imperatore (1917)
- A Santa Lucia (1917)
- La donna che non ebbe cuore (1917)
- Lilly Pussy (1917)
- Anna Karenine (1918)
- Il ferro (1918)
- Frate Sole (1918) - co-regia con Mario Corsi
- Cenere e vampe (1918)
- Lolita (1918)
- Adriana Lecouvreur (1920)
- Le due Marie (1920) co-regia con Mario Corsi
- Giuliano l'apostata (1920)
- L'Ingenuo (1920)
- Il trittico dell'amore (1920)
- La congiura dei Fieschi (1921)
- Il natalizio della nonna (1924)